# Holidaze: The Christmas That Almost Didn't Happen
Holidaze: The Christmas That Almost Didn't Happen es una película estadounidense de animación. Producida por Bix Pix Entertainment, Once Upon a Frog y Madison Street Entertainment. Está dirigida por David H. Brooks. Fue estrenada el 14 de noviembre de 2006.  

## Sinopsis
La trama se centra en Rusty el reno, hermano de Rodolfo el reno, que decide unirse a un grupo de apoyo. Él y otros personajes buscarán el significado de la Navidad y ayudarán a un niño a conseguir entrar en la lista de niños buenos de Santa Claus.

## Reparto
- John Ales como Hank/Roger.
- Edie McClurg como Mrs. Claus.
- John O'Hurley como Kringle.
- Gladys Knight como Candie.
- Paul Rodriguez como Mr.C Aka Cupid.
- Fred Savage como Rusty Reindeer.
- Brenda Song como Treat.
- Emily Osment como Trick.
- Dylan y Cole Sprouse como el Niño.
- Fred Willard como Santa Claus/Perro Catcher.
- Harland Williams como Albert.
- Andrew Block como Fotógrafo Elf/Técnico Elf/Papá/Chef Italiano.

## Doblaje
- Hank:
- Sra. Claus:
- Kringle: Óscar Bonfiglio
- Candie: Liza Willert
- Sr.C Aka Cupid: José Luis Miranda
- Rusty, el reno: Luis Fernando Orozco
- Travesura:
- Truco:
- El Niño: Abraham Vega
- Santa Claus: Rubén Cerda
- Cazador de perros: César Izaguirre
- Papá de Rusty: Maynardo Zavala
- Albert: Sergio Gutiérrez Coto
- Fotógrafo Elf:
- Técnico Elf: Rafael Pacheco
- Papá del niño: Abel Rocha
- Mamá del niño:
- Chef Italiano:
- Roger:
- Policía: Maynardo Zavala
- Instructor australiano: Abel Rocha

## Patrocinios
El especial de 60 minutos de Navidad fue patrocinado por Campbell's Soup, Wal-Mart, Ask.com y Coca-Cola. Había una gran cantidad de colocaciones de productos incluidos en la película.

## Lanzamiento en DVD
El DVD fue lanzado el 30 de octubre de 2006 por PorchLight Entertainment y distribuida por Wal-Mart y ART industries. Era un DVD gratuito en The Australian Women's Weekly en 2008. En Latinoamérica el DVD fue lanzado por Tycoon Home Video.
El 25 de diciembre de 2020, el canal de Albavision(Bolivision) emitió a las 6:00, siendo uno de los únicos canales que compró los derechos de la película.